# قررمش (مسلسل)
قررمش، مسلسل كويتي من تأليف أيمن الحبيل وإخراج نعمان حسين وعرض في 1 رمضان 1434 هـ - 10 يوليو 2013.

## قصة المسلسل
المسلسل يتناول في قالب كوميدي ساخر عدة قضايا من خلال هموم الناس اليومية والاجتماعية من بينها غلاء الأسعار، ظروف السكن، الأحلام والخوف، زواج كبار السن، والنصيب وغيرها من السلوكيات واليوميات الاجتماعية.

## فريق الممثلين
1. طارق العلي.
2. هيا الشعيبي.
3. أحمد الفرج.
4. أمل عباس.
5. عماد العكاري.
6. أحمد الشمري.
7. سعود الشويعي.
8. سوسن الهارون.
9. سلطان الفرج.
10. فوز الشطي.
11. شهد سلمان.
12. منى حسين.
13. سعاد سلمان.
14. محمد خالد الوزير.
15. هاني الطباخ.
16. سلطان العلي.
17. مشعل الفرحان.
18. ضاري الرشدان.
19. فرحان العلي.